# UMlalazi Local Municipality
uMlalazi Local Municipality, auch Umlalazi (afrikaans uMlalazi Plaaslike Munisipaliteit; zulu uMasipala wase Mlalazi) ist eine Lokalgemeinde im Distrikt King Cetshwayo der südafrikanischen Provinz KwaZulu-Natal. Der Verwaltungssitz der Gemeinde befindet sich in Eshowe. Bürgermeister ist T. B. Zulu.
Der Name der Gemeinde lässt sich vom isiZulu-Wort lalazi für „schleifen“ oder „schärfen“ ableiten. Das bezieht sich auf die im Fluss uMlalazi auffindbaren Steine, die sich zum Schleifen eignen.

## Geographie
Die Gemeinde deckt ein Gebiet von ungefähr 2300 Quadratkilometern ab. Somit gehört uMlalazi zu den flächengrößten Gemeinden Südafrikas. Das Gebiet der Gemeinde ist ländlich geprägt. Die wichtigsten Orte sind Eshowe, Gingindlovu und Mtunzini. Da die Gemeinde die höchste Niederschlagsmenge in Südafrika hat, ist in der Region der Anbau von Zuckerrohr und Zitrusfrüchten vorhanden. Zudem wird Nutzholz gewonnen.
Der Fluss uMlalazi River fließt durch das Gebiet der Gemeinde. Des Weiteren befinden sich der Eshlazi-Stausee und der Phobane-See im Gemeindegebiet.

## Städte und Orte
| - Dibhase - Emaqeleni - Emncongweni - Eshowe - Eziqaqweni - Gingindlovu - Hemfane - Hlangana | - Izingwenya - Khabingwe - Kwa-Jazi - Mabhokweni - Mabhudle - Madala - Makhehle - Makholokholo | - Mashishi - Mbiza - Mbongolwane - Mkhuphulangwenya - Mtunzini - Ngodini - Ngundwini - Ngunundu | - Nguqu - Nkunzempunga - Noshungu - Nyanini - Phongola - Qwayinduku - Silambo - Ufasimba |

## Bevölkerung
Im Jahr 2011 hatte die Gemeinde 213.601 Einwohner. Davon waren 97,1 % schwarz, 1,5 % weiß, 0,7 % Inder bzw. Asiaten und 0,6 % Coloureds. Erstsprache war zu 91,9 % isiZulu, zu 3,5 % Englisch, zu 1,3 % isiNdebele und zu 0,9 5 Afrikaans.